# Forêt nationale de Caçador
 (avril 2020).
La forêt nationale de Caçador (portugais : Floresta Nacional de Caçador) est une forêt nationale brésilienne. Elle se situe dans la région Sud, dans l'État du Santa Catarina.
Le parc fut créé en 1968 et couvre une superficie de 706,54 hectares.
Il s'étend sur le territoire de la municipalité de Taquara Verde (pt).